# 430 km Magny-Coursa 1991
430 km Magny-Coursa 1991 je bila šesta dirka Svetovnega prvenstva športnih dirkalnikov v sezoni 1991. Odvijala se je 15. septembra 1991.

## Rezultati
| Poz    | Razred | Št | Moštvo                                           | Dirkači                               | Šasija                             | Gume | Krogi |
| Poz    | Razred | Št | Moštvo                                           | Dirkači                               | Motor                              | Gume | Krogi |
| ------ | ------ | -- | ------------------------------------------------ | ------------------------------------- | ---------------------------------- | ---- | ----- |
| 1      | C1     | 6  | Peugeot Talbot Sport                             | Keke Rosberg Yannick Dalmas           | Peugeot 905 Evo 1B                 | M    | 101   |
| 1      | C1     | 6  | Peugeot Talbot Sport                             | Keke Rosberg Yannick Dalmas           | Peugeot SA35 3.5L V10              | M    | 101   |
| 2      | C1     | 5  | Peugeot Talbot Sport                             | Mauro Baldi Philippe Alliot           | Peugeot 905 Evo 1B                 | M    | 101   |
| 2      | C1     | 5  | Peugeot Talbot Sport                             | Mauro Baldi Philippe Alliot           | Peugeot SA35 3.5L V10              | M    | 101   |
| 3      | C1     | 4  | Silk Cut Jaguar                                  | Teo Fabi David Brabham                | Jaguar XJR-14                      | G    | 99    |
| 3      | C1     | 4  | Silk Cut Jaguar                                  | Teo Fabi David Brabham                | Cosworth HB 3.5L V8                | G    | 99    |
| 4      | C1     | 8  | Euro Racing                                      | Cor Euser Charles Zwolsman            | Spice SE90C                        | G    | 95    |
| 4      | C1     | 8  | Euro Racing                                      | Cor Euser Charles Zwolsman            | Ford Cosworth DFR 3.5L V8          | G    | 95    |
| 5      | C1     | 3  | Silk Cut Jaguar                                  | David Warwick David Brabham           | Jaguar XJR-14                      | G    | 94    |
| 5      | C1     | 3  | Silk Cut Jaguar                                  | David Warwick David Brabham           | Cosworth HB 3.5L V8                | G    | 94    |
| 6      | C2     | 11 | Porsche Kremer Racing                            | Manuel Reuter Harri Toivonen          | Porsche 962CK6                     | Y    | 93    |
| 6      | C2     | 11 | Porsche Kremer Racing                            | Manuel Reuter Harri Toivonen          | Porsche Type-935 3.2L Turbo Flat-6 | Y    | 93    |
| 7      | C2     | 18 | Mazdaspeed                                       | Maurizio Sandro Sala Pierre Dieudonné | Mazda 787                          | D    | 92    |
| 7      | C2     | 18 | Mazdaspeed                                       | Maurizio Sandro Sala Pierre Dieudonné | Mazda R26B 2.6L 4-Rotor            | D    | 92    |
| 8      | C2     | 55 | Porsche Kremer Racing                            | Tomas Lopez Gregor Foitek             | Porsche 962CK6                     | Y    | 92    |
| 8      | C2     | 55 | Porsche Kremer Racing                            | Tomas Lopez Gregor Foitek             | Porsche Type-935 3.2L Turbo Flat-6 | Y    | 92    |
| 9      | C2     | 13 | Courage Compétition                              | Marco Brand Denis Morin               | Cougar C26S                        | G    | 90    |
| 9      | C2     | 13 | Courage Compétition                              | Marco Brand Denis Morin               | Porsche Type-935 3.2L Turbo Flat-6 | G    | 90    |
| 10     | C2     | 14 | Team Salamin Primagaz Obermaier Racing           | Otto Altenbach Jürgen Lässig          | Porsche 962C                       | G    | 90    |
| 10     | C2     | 14 | Team Salamin Primagaz Obermaier Racing           | Otto Altenbach Jürgen Lässig          | Porsche Type-935 3.2L Turbo Flat-6 | G    | 90    |
| 11 NC  | C1     | 7  | Louis Descartes                                  | Patrick Gonin Luigi Taverna           | ALD C91                            | G    | 87    |
| 11 NC  | C1     | 7  | Louis Descartes                                  | Patrick Gonin Luigi Taverna           | Ford Cosworth DFR 3.5L V8          | G    | 87    |
| 12 NC  | C2     | 17 | Repsol Brun Motorsport                           | Walter Brun Jésus Pareja              | Porsche 962C                       | Y    | 73    |
| 12 NC  | C2     | 17 | Repsol Brun Motorsport                           | Walter Brun Jésus Pareja              | Porsche Type-935 3.2L Turbo Flat-6 | Y    | 73    |
| 13 DNF | C1     | 61 | Euro Racing                                      | Henri Pescarolo Jean-Louis Ricci      | Spice SE90C                        | G    | 70    |
| 13 DNF | C1     | 61 | Euro Racing                                      | Henri Pescarolo Jean-Louis Ricci      | Ford Cosworth DFR 3.5L V8          | G    | 70    |
| 14 DNF | C1     | 2  | Team Sauber Mercedes                             | Karl Wendlinger Michael Schumacher    | Mercedes-Benz C291                 | G    | 23    |
| 14 DNF | C1     | 2  | Team Sauber Mercedes                             | Karl Wendlinger Michael Schumacher    | Mercedes-Benz M291 3.5L Flat-12    | G    | 23    |
| 15 DNF | C2     | 12 | Courage Compétition                              | Lionel Robert François Migault        | Cougar C26S                        | G    | 19    |
| 15 DNF | C2     | 12 | Courage Compétition                              | Lionel Robert François Migault        | Porsche Type-935 3.2L Turbo Flat-6 | G    | 19    |
| 16 DNF | C1     | 60 | Louis Descartes Racing Organisation Course (ROC) | Pascal Fabre Bernard Thuner           | ROC 002                            | G    | 19    |
| 16 DNF | C1     | 60 | Louis Descartes Racing Organisation Course (ROC) | Pascal Fabre Bernard Thuner           | Ford Cosworth DFR 3.5L V8          | G    | 19    |
| 17 DNF | C1     | 21 | Konrad Motorsport                                | Franz Konrad Stefan Johansson         | Konrad KM-011                      | Y    | 18    |
| 17 DNF | C1     | 21 | Konrad Motorsport                                | Franz Konrad Stefan Johansson         | Lamborghini 3512 3.5L V12          | Y    | 18    |
| 18 DNF | C1     | 1  | Team Sauber Mercedes                             | Jean-Louis Schlesser                  | Mercedes-Benz C291                 | G    | 9     |
| 18 DNF | C1     | 1  | Team Sauber Mercedes                             | Jean-Louis Schlesser                  | Mercedes-Benz M291 3.5L Flat-12    | G    | 9     |
| 19 DNF | C1     | 16 | Repsol Brun Motorsport                           | Oscar Larrauri Jésus Pareja           | Brun C91                           | Y    | 5     |
| 19 DNF | C1     | 16 | Repsol Brun Motorsport                           | Oscar Larrauri Jésus Pareja           | Judd GV 3.5L V10                   | Y    | 5     |
| DNQ    | C2     | 15 | Veneto Equipe SRL                                | Almo Coppelli                         | Lancia LC2                         | D    | -     |
| DNQ    | C2     | 15 | Veneto Equipe SRL                                | Almo Coppelli                         | Ferrari 308C 3.1L Turbo V8         | D    | -     |

## Statistika
- Najboljši štartni položaj - #6 Peugeot Talbot Sport - 1:21.821
- Najhitrejši krog - #5 Peugeot Talbot Sport - 1:25.823
- Povprečna hitrost - 170.685km/h